# Cẩm Giàng, Thái Nguyên
Cẩm Giàng là một xã thuộc tỉnh Thái Nguyên, Việt Nam.

## Địa lý
Xã Cẩm Giàng có vị trí địa lý:
- Phía bắc giáp xã Phủ Thông
- Phía đông giáp xã Vĩnh Thông
- Phía nam giáp xã Côn Minh, xã Tân Kỳ, phường Bắc Kạn
- Phía tây giáp phường Đức Xuân

Xã Cẩm Giàng hiện tại được thành lập vào tháng 6 năm 2025, có diện tích tự nhiên 110,79 km², quy mô dân số 11.342 người. Trụ sở làm việc của xã Cẩm Giàng sau sáp nhập đặt tại xã Cẩm Giàng cũ.
Xã này hình thành trên cơ sở nhập toàn bộ diện tích tự nhiên, quy mô dân số của xã Quân Hà (có diện tích tự nhiên là 21,14 km², quy mô dân số là 4.263 người), xã Cẩm Giàng (có diện tích tự nhiên là 9,21 km², quy mô dân số là 2.532 người), xã Nguyên Phúc (có diện tích tự nhiên là 47,31 km², quy mô dân số là 2.203 người) và xã Mỹ Thanh (có diện tích tự nhiên là 33,13 km², quy mô dân số là 2.344 người) của huyện Bạch Thông.
Trong đó, xã Quân Hà được hình thành vào năm 2020 khi sáp nhập xã Quân Bình với diện tích 7,62 km² và dân số là 2.000 người với xã Hà Vị có diện tích 12,51 km² và dân số là 1.843 người..
Cẩm Giàng có quốc lộ 3 đi qua địa bàn, trên tuyến có cầu Nà Cú bắc qua sông Nà Cú, một phụ lưu chính của sông Cầu hay còn có tên là sông Cẩm Giàng ở đoạn chảy qua xã. Suối Lục Bình hợp lưu với suối Vị Hương để tạo thành sông Cẩm Giàng.

## Hành chính
Xã Cẩm Giàng cũ từng được chia thành các xóm bản: Nà Xỏm, Nà Cù, Nà Pục, Nà Pẻn, Nà Ngăm, Nà Tu, Khuổi Chanh, Khuổi Dấm, Trung Tâm, Bó Bả, Thôn Ba Phường.
Xã Quân Hà cũ từng có các xóm bản: Lùng Coóc, Thôm Mò, Thái Bính, Nà Búng, Nà Lẹng, Nà Pò, Nà Liềng, Khuổi Thiêu, Cốc Xả, Khau Mạ, Nà Phả, Nà Cà, Lủng Kén, Nà Ngang, Thôm Pá, Pá Yếu.
Xã Mỹ Thanh cũ từng được chia thành bảy thôn bản: Khau Ca, Bản Luông, Phiêng Kham, Cây Thị, Bản Châng, Nà Cà, Thôm Ưng.
Xã Nguyên Phúc từng được chia thành các xóm bản: Nà Muồng, Cáng Lò, Nam Yên, Khuổi Bốc, Khuổi Cỏ, Ngoàn, Nà Cà, Quăn, Nà Rào, Nà Lốc, Pác Thiên.